# Kicheda Chasma
Il Kicheda Chasma è una struttura geologica della superficie di Venere.